# Chrysler Airstream

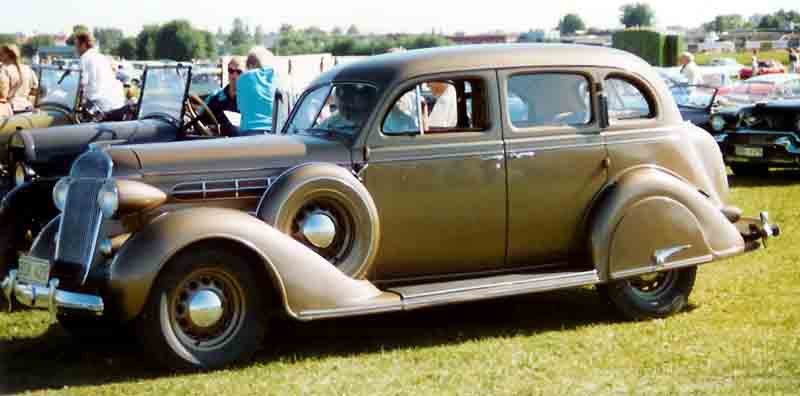
Chrysler Airstream Deluxe Serie C8 (1936)

Der Chrysler Airstream war ein PKW, den Chrysler in den Modelljahren 1935 und 1936 herstellte. Der Airstream war ein konventionell aussehendes Automobil, das den Eindruck einer aerodynamischen Konstruktion vermitteln sollte. Ein ähnliches Auto unter gleichem Namen wurde auch von Chryslers Billigmarke DeSoto in dieser Zeit angeboten.
Die Notwendigkeit des Airstream entstand aus der mangelnden Popularität des stromlinienförmigen Airflow, den die Kunden nicht annehmen wollten. Der Airstream basierte auf Chryslers CO-Modell von 1933, dessen Produktion 1934 unter der Bezeichnung CA / CB fortgesetzt wurde. Als der Airflow das Interesse oder den Geschmack der möglichen Käufer nicht traf, überarbeitete Chrysler das CA-Modell, versah es mit hinteren Radabdeckungen und präsentierte so ein Fahrzeug, von dem sie hofften, dass es den Käufern in der Zeit der Weltwirtschaftskrise gefalle. Mit dem Airstream, der neben dem Airflow verkauft wurde, erfüllte Chrysler endlich die Wünsche der Interessenten und hoffte, nebenbei so viele Airflow herzustellen, dass sich dessen Entwicklung rentiert hätte.
Im ersten Produktionsjahr wurden fünfmal soviele Airstream wie Airflow verkauft, im zweiten Jahr waren es fast neunmal so viele.
Ende des Modelljahres 1936 stellte Chrysler die Airstream-Modelle eigener Produktion und ebenso die von DeSoto ein.

## Modelle
1935
- C6: Chrysler Airstream Six; Reihensechszylinder, 3957 cm³, 93/100 bhp, Radstand 2997 mm
- CZ: Chrysler Airstream Eight; Reihenachtzylinder, 4487 cm³, 105/110 bhp, Radstand 3073 mm
- CZ: Chrysler Airstream Deluxe Eight; Reihenachtzylinder, 4487 cm³, 105/110 bhp, Radstand 3073 mm
- CZ: Chrysler Airstream Deluxe Eight; Reihenachtzylinder, 4487 cm³, 105/110 bhp, Radstand 3378 mm

1936
- C7: Chrysler Airstream Six; Reihensechszylinder, 3957 cm³, 93/100 bhp, Radstand 2997 mm
- C8: Chrysler Airstream Deluxe Eight; Reihenachtzylinder, 4487 cm³, 105/110 bhp, Radstand 3073 mm
- C8: Chrysler Airstream Deluxe Eight; Reihenachtzylinder, 4487 cm³, 105/110 bhp, Radstand 3378 mm

## Quelle
- Beverly R. Kimes (Hrsg.), Henry A. Clark: The Standard Catalog of American Cars 1805–1945. Krause Publications, 1996, ISBN 0-87341-428-4.